# Jo Guldi
Jo Guldi (Joanna; * 1978 in Dallas) ist eine US-amerikanische Historikerin und Associate Professor für Geschichte und Data Science an der Southern Methodist University in Dallas County.
Sie studierte an der Harvard University und am Trinity College in Cambridge. Den PhD in Geschichte erwarb sie an der University of California, Berkeley, postdoc Studien führten sie an die University of Chicago und zur Harvard Society of Fellows. Dann lehrte sie als Assistant Professor für Geschichte an der Brown University. Ihren Wechsel 2016 an eine Universität außerhalb der Ivy League begründete sie mit der feindlichen Atmosphäre.
Mit dem Briten David Armitage gab sie ein History Manifesto heraus, in dem beide neue Konzepte für eine umfassende Globalgeschichte, eine Rückkehr zur Longue durée proklamierten: „more global, long-run and transdisciplinary“ Ansätze zu „big questions“, incl. Klimawandel, Ungleichheit und Zukunft des Kapitalismus. Das war auch ein Aufruf, zu Themen von hoher Relevanz mehr beizutragen.
Ferner befasst sie sich mit den veränderten Quellengrundlagen durch die neuen Medien. Bei bspw. bis zu 280 Milliarden E-Mails am Tag seien in Zukunft neue quantitative Methoden und Algorithmen der Künstlichen Intelligenz in der Geschichtsforschung notwendig. Doch reinen Datenwissenschaftlern fehle es oft an der Kenntnis, was wesentlich an einem historischen Vorgang ist. Es müsse ein „hybrid knowledge, where historical methods direct the choice of algorithm and analysis“ gefunden werden. Guldi sucht die Auseinandersetzung mit Koselleck, Erle, Assmann, Jun Tanaka, Dipesh Chakrabarty u. a. m.

## Schriften
- Roads to Power: Britain Invents the Infrastructure State, Harvard UP 2012, ISBN 978-0674057593 (Dissertation über den Straßenbau als Machtbeitrag)
- mit David Armitage: The History Manifesto, 2014 (in mehrere Sprachen übersetzt)
- Dangerous Art of Text Mining, 2022
- The Long Land War. The Global Struggle for Occupancy Rights, (Yale Agrarian History) Yale UP 2022, ISBN 978-0300256680

## Einzelbelege
1. ↑  Jo Guldi: Leaving Behind the Yellow Submarine. In: Boston Review. 1. Januar 2016 (smu.edu [abgerufen am 21. Mai 2022]).
2. ↑  The History Manifesto. Abgerufen am 21. Mai 2022 (englisch).
3. ↑  General 3. Abgerufen am 22. Mai 2022 (amerikanisches Englisch).

| Personendaten    | Personendaten                 |
| ---------------- | ----------------------------- |
| NAME             | Guldi, Jo                     |
| ALTERNATIVNAMEN  | Guldi, Joanna                 |
| KURZBESCHREIBUNG | US-amerikanische Historikerin |
| GEBURTSDATUM     | 1978                          |
| GEBURTSORT       | Dallas                        |